# Parafia św. Walentego w Radlinie
Parafia św. Walentego w Radlinie – parafia rzymskokatolicka, znajdująca się w archidiecezji poznańskiej, w dekanacie nowomiejskim.